# سليم بن حميدان
سليم بن حميدان (الماي، 12 ماي 1969- )، سياسي تونسي تولى بين ديسمبر 2011 و29 يناير 2014 وزير أملاك الدولة والشؤون العقارية.

## مسيرته
انخرط بن حميدان منذ أن كان طالبا في كلية الحقوق والعلوم الاقتصادية والسياسية بسوسة في العمل السياسي فنشط في الاتحاد العام التونسي للطلبة حتى حلّه في خضم المواجهة بين بن علي والإسلاميين بداية التسعينات. غادر بن حميدان البلاد في سبتمبر 1991 خلسة إلى السودان عبر ليبيا ثم استقر في لبنان حيث واصل دراسته في الحقوق. في عام 1994 اجبر إلى اللجوء لأوروبا بعد تعرضه للاعتقال من طرف السلطات اللبنانية، وفي عام 2001 كان من مؤسسي المؤتمر من أجل الجمهورية كما ساهم عام 2009 في إنشاء المنظمة الدولية للمهجرين التونسيين. عاد إلى تونس بعد الثورة وفاز بمقعد في المجلس الوطني التأسيسي عن دائرة مدنين. متزوج بإحدى بنات وزير الفلاحة محمد بن سالم.